# تصميم أزياء

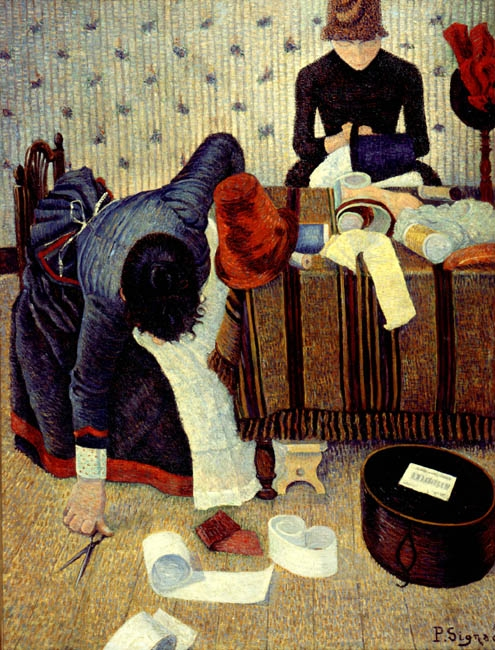

تصميم الأزياء هو فن من الفنون التطبيقية المتخصصة في تصميم الملابس، وهو جزء من الثقافة الإنسانية حيث يسعى الانسان الى تلبية حاجاته من خلال استخدم ما لديه من خيال ومعرفة ومهارة في ابتكار ما يحقق له هذه الاحتياجات. والتصميم هو فن وقتي أو موسمي حيث يتأثر بما حوله ويعدّ من توابع الحياة الثقافية والتأثيرات الاجتماعية، ويتسم هذا الفن بالتجديد والتنوع الإبهار موسم بعد موسم.
يمكن تعريف تصميم الأزياء بأنه ذلك الكيان المبتكر والمتجدد في خطوطه ومساحاته اللونية وخاماته المتنوعة، التي يحاول مصمم الأزياء أن يترجم بها عناصر التكوين إلى تصميم مستحدث ومعايش لظروف الواقع بصورة تشكيلية جميلة. وهو عملية إضافية، الغرض منها ابتكار عمل جديد يؤدي عدة وظائف منها المادي والجمالي، أي أن عملية التصميم تعدّ عملا مبتكرا يحقق غرضه بإضافة شيء جديد.
واتفق مصممو العالم على أن يكون هناك موسمان للأزياء سنويا، موسم محدد لفصلي الخريف والشتاء أوالربيع والصيف. من أشهر المدن المهتمة بالأزياء هي باريس وميلان ولندن ونيويورك، وتوجد في هذه المدن أشهر المصممين تاريخيا وفي وقتنا الحالي. مثل كوكو شانيل وهي صاحبة دار شانيل و إيف سان لوران وكريستيان ديور ومن الجدد كالفين كلاين ورالف لورين.
وتصميم الأزياء هو اللغة التي تشكلها مجموعة عناصر في تكوين موحد (الخط والشكل واللون والنسيج)، وتعدّ هذه المتغيرات أساس لتعبيره، وتتأثر بالأسس التصميمية لتعطي السيطرة والتكامل والتوازن والإيقاع والنسبة، لكي يحصل الفرد في النهاية على زي يشعره بالتناسق ويربطه بالمجتمع الذي يعيش فيه. ويخضع تصميم الأزياء إلى عناصر مرنة سهلة التبديل والتشكيل مثل الخامات، وهي الأقمشة والمنسوجات سواء منسوجة أو غير المنسوجة وفي وقتنا الحاضر أصبحت متعددة الأنواع والألوان والتركيب النسجي، ويوجد منها الآن العديد من الخامات المنتجة من الألياف الصناعية بجانب الألياف الطبيعية والمخلوطة التي لها طبيعة خاصة .
والتصميم عبارة عن عملية تخطيط حيث يعمل المصمم علي إيجاد حل للمشكلة بناء علي متطلبات العميل والمعلومات والإمكانات المتوفرة لديه ويجب الاعتماد علي الطرق التجريبية لضمان أن التصميم يراعي كل المتطلبات والشروط المفروضة.
عالم الأقمشة يؤثر كثيرا على عالم الازياء ونستطيع القول بأن صناعة الاقمشة هي المحرك الأول لوضع أساس الموضة في كل سنة طبعا باستشارة كبار المصممين في العالم. وقد بدأ هذا الفن بشكل عام في القرن التاسع عشر مع شارل فريدريك الذي كان أول شخص يضع علامة تعبر عن منتوجاته. ويمكن فقط اعتبار الملابس التي انشئت بعد عام 1858 تصميم ازياء.
وينقسم عالم الازياء إلى نوعين من الملابس:
الملابس الراقية والملابس الجاهزة وقد نجد مصمم يقوم بالاثنين وخاصة المصممين العالميين ذوي رؤوس الاموال العالية جدا، وتعدّ صناعة الملابس تجارة كبيرة ومورد قوي جدا في بعض الدول، والمصممين المشاهير من أغنى الناس في العالم.

## تصنيفات الأزياء
هذا وتتنوع مجالات وطرق وأساليب تصميم الأزياء وتختلف باختلاف السوق المستهدف، ويمكن تقسيم الأزياء إلى أربعة أنواع رئيسية هي:
- الأزياء الاستعراضية: Costume Design

يستخدم مصطلح تصميم الأزياء الاستعراضية للتعبير عن الأزياء المستخدمة في العروض المسرحية والسينما، وغالباً ما يقوم مصمم الأزياء الاستعراضية بتصميم الأحذية والقبعات وملابس الرأس وأحياناً أيضاً تصميم الأقنعة والماكياج الذي سيظهر به الممثل.
- الأزياء الراقية: Haute Couture

إن تصميم الأزياء قبل عام 1950م كان مقتصر على الأزياء الراقية Haute Couture أو الأزياء المصممة لمقاس ما Made- to- Measure (الأزياء المصممة لعميل معين)، وتصميم الأزياء الراقية يستخدم لتعريف الأزياء المصممة لفئة من المستهلكين الذين تم تحديدهم جيداً، وتتميز أزياء هذه الفئة بالأناقة والجودة العالية واستخدام خامات مرتفعة الثمن ومحاكة بعناية فائقة في جميع التفاصيل والتشطيبات النهائية.
- الملابس الجاهزة: Ready- to- Wear

والملابس الجاهزة هي الملابس التي تجمع بين بعض صفات الأزياء الراقية وملابس الإنتاج الكمي. فهي ليست مصممة لعميل بعينه، ولكنها تتميز بعناية كبيرة في اختيار خاماتها ومراحل قصها وإنتاجها
- الإنتاج الكمي: Mass Market

نجد أن صناعة الملابس هذه الأيام تعتمد بصورة كبيرة على الإنتاج الكمي ويتم إنتاج هذه الملابس بكميات كبيرة وبمقاسات ثابتة ومحددة وبخامات رخيصة نسبيا، ويستخدم مصممي ملابس الإنتاج الكمي اتجاهات الموضة التي يحددها مصممي الأزياء في بيوت الأزياء الراقية والملابس الجاهزة.

## تصنيفات تصميم الأزياء
من المتفق عليه أن التصميم له معنيين فهو عملية (فعل) ومنتج (اسم)، كعملية: البحث وتحديد مصدر الإلهام والتخطيط والتنظيم لتحقيق الأهداف التصميمية، وكاسم: فهو الناتج النهائي من هذه العملية.
- التصميم الوظيفي:

وهو يرتبط بالدرجة الأولى بوظيفة التصميم والهدف الذي صمم من أجله أي الناحية الوظيفية للملبس، فعند وضع الفكرة يضع المصمم نصب عينيه وظيفة الشيء المراد تصميمه، فتصميم أزياء المساء يختلف عن تصميم أزياء لحضور حفلة تنكرية.
- التصميم البنائي:

وفي مجال تصميم الملابس فإن التصميم البنائي الخاص بعملية البناء والتخطيط للزي من تحديد خطوطه البنائية الخارجية وتفاصيل أجزائه الداخلية لخدمة الجسم البشري وراحته باستخدام القماش في تشكيله، حيث يراعى نوعية الخامة التي تستخدم في التنفيذ فقد تكون منسوجة أو غير منسوجة وتريكو حيث تلعب دوراً هاماً بمتانتها وجودتها من المحافظة على بناء الموديل وهيكله الخارجي وبالتالي شكله الجمالي. 

وهو التصميم الذي يحدد من خلال عدة تساؤلات تكمن في كيفية البناء وتحديد الخطوط وأشكال الأجزاء المراد تصميمها، وكيف تجمع بين تصميمه البنائي ووظيفته وارتباط كل منهما بالآخر في إعطاء الشكل المبسط المؤدي للغرض الذي صمم من أجله.
- التصميم الزخرفي:

وهو تطوير للتصميم البنائي بغرض إضافة جماليات تغير البناء الخارجي أو صفته وهو يتم في تصميم الملابس بإحدى طريقتين إما بإضافة خامات خارجية للقطعة الملبسية مثل الخيوط والأزرار دون عراوي وسوست وشرائط الدانتيلا والأساور والياقات والقلابات دون جيوب أو عن طريق الصباغة والطباعة أو وحدات التطريز بأساليبه المتنوعة من غرز مختلفة بحيث تتفق هذه الزخارف مع التصميم البنائي فتظهره أكثر رونقاً وجمالاً لجذب الانتباه إليه، فالتصميم الزخرفي رغم بساطته أحياناً لا غنى عنه للتصميم حتى لإكسابه مزيداً من الغنى.
ولا يعني بتقسيم التصميم إلي تصميم وظيفي وبنائي وزخرفي أن كل منهم جزء مستقل بذاته أو أنه كل منهم لا يرتبط بالأخر ولكن يجب أن يكون التصميم الوظيفي شاملا للتصميم البنائي والتصميم البنائي شاملا للتصميم الزخرفي وفي نفس الوقت مكملا للتصميم الوظيفي ومعبرا عنه وأن يكون التصميم الزخرفي مكملا للتصميم البنائي وهكذا بحيث يخدم كل منهم الأخر ويبرزه .